# Ugly Kid Joe
Az Ugly Kid Joe amerikai rockegyüttes. A zenekar a műfajok széles skáláján mozog, a hard rock mellett a heavy metal, a grunge és a funk metal stílusokban is jelen vannak. Az Ugly Kid Joe név szójáték a Pretty Boy Floyd zenekar nevével.
A zenekar eddigi pályája során 4 nagylemezt, valamint 2-2 kislemezt és válogatásalbumot jelentetett meg. Az 1991-ben kiadott As Ugly as They Wanna Be című EP-jük lett az Amerikai Hanglemezgyártók Szövetsége (RIAA) történetének első EP-je, amely dupla-platinalemezzé vált.  1992-ben jelent meg első nagylemezük America's Least Wanted címmel, mely remek kritikákat kapott. Következő két lemezük, főként az 1996-os Motel California igen szerényen teljesített eladási szempontból, így emiatt valamint az együttest érő negatív visszhangok és a zenei színtér változása miatt végül feloszlatták magukat. Egészen 2010-ig halogatták a visszatérést, de előbb egy Reunion-turné erejéig, majd véglegesen is újjáalakult az együttes, 2015-ben pedig egy új stúdióalbumot is megjelentettek Uglier Than They Used ta Be címmel. A zenekar a mai napig aktív.
Jellemző rájuk a szatirikus humor és a szójátékok használata, mely mind dalcímeikben, mind lemezcímeikben tükröződik. Magyarországon eddig kétszer koncerteztek, 2018-ban Budapesten a Barba Negra Music Clubban, valamint 2019-ben a soproni VOLT Fesztiválon. 

## Története
1987-ben alakultak a kaliforniai Isla Vistában. Első EP-jüket 1991-ben adták ki, amelyet 1992-ben követett az első nagylemezük. 1997-ben feloszlottak, ebben nagy szerepet játszott a Motel California album, amely elég szerényen teljesített eladási szempontból és a kritikusok, illetve a közönség is negatívan fogadták. Végül 2010-ben újjáalakultak.

## Zenei hatásaik
Crane elmondása szerint leginkább az AC/DC, a Black Sabbath, a Judas Priest és a Van Halen volt hatással az együttesre.

## Tagok
- Whitfield Crane - ének (1987-1997, 2010-)
- Klaus Eichstadt - gitár, vokál (1987-1997, 2010-)
- Cordell Crockett - basszusgitár, vokál (1991-1997, 2010-)
- Dave Fortman - gitár, vokál (1992-1997, 2010-)
- Shannon Larkin - dob, ütős hangszerek (1994-1997, 2010-)
- Zac Morris - dob, ütős hangszerek (2012-)

## Korábbi tagok
- Eric Phillips - gitár (1987-1990)
- Jonathan Spaulding - dob (1987-1990)
- Phil Hilgaertner - basszusgitár, vokál (1987-1991)
- Mark Davis - ütős hangszerek, dob (1989-1994)
- Roger Lahr - gitár, vokál (1989-1992)
- Bob Fernandez - dob, ütős hangszerek (1994)

## Diszkográfia
- America's Least Wanted (1992)
- Menace to Sobriety (1995)
- Motel California (1996)
- Uglier than They Used ta Be (2015)
- Rad Wings of Destiny (2022)

## Egyéb kiadványok
- As Ugly As They Wanna Be (EP, 1991)
- The Very Best of Ugly Kid Joe (válogatáslemez, 1998)
- The Collection (válogatáslemez, 2002)
- Stairway to Hell (EP, 2012)